# Islam Abdullayev
Pour les articles homonymes, voir Abdullayev.
Islam Abdullayev (en azéri : İslam Əbdül oğlu Abdullayev ; né en décembre 1876 à Choucha et mort le 22 septembre 1964 à Bakou) est un chanteur azerbaïdjanais, l'un des représentants de l'école mugham du Karabakh, artiste émérite de la RSS d'Azerbaïdjan.

## Biographie
Abdullayev Islam Abdul oglu est né en décembre 1876 dans la ville de Choucha. Il étudie à l'école municipale de Choucha. Dans l'histoire musicale de l'Azerbaïdjan, Islam Abdullayev est connu comme un interprète unique de mugham Segah.
En 1883, Mir Mohsen Navvab, un musicologue qui crée "l'Assemblée des chanteurs" à Choucha invite I. Abdullayev à cette réunion. Ainsi, il prend des cours d'artistes tels que Mir Mohsen Nawab, Haji Husu, Mashadi Isi, Mirza Mukhtar Mammadov, Deli Ismayil, Keshtazli Hashim, et se produit sous l'accompagnement de Sadigjan. La première représentation Segah d'Islam Abdullayev a lieu au mariage du fils de Sadigjan, et après cette représentation, sa renommée se répand. Dans les années 1901-1905, avec le joueur de tar Gourban Pirimov, il se produit aux assemblées du Karabakh et de Gandja. 

## Carrière
Le chanteur est soliste de l’estrade nationale d'Azerbaïdjan depuis de nombreuses années.
Le mugham Segah et toutes ses variantes - les mughams Zabul-Segah, Mirza Huseyn segah, Orta Segah, Kharij Segah sont appelés Segah Islam par le peuple en raison de l'interprétation particulière du chanteur. En 1910–1915, des mugams Segah, Bayati-Qajar, Chahnaz, Chuchtar et un certain nombre de tesnifs interprétés par Islam Abdullayev sont enregistrés sur des disques de gramophone par les sociétés d'enregistrement "Sport-Rekord" et "Ekstrafon".
Etant pédagogue, I. Abdullayev joue un rôle majeur dans le développement de chanteurs tels que Khan Chuchinski, Yagub Mammadov et Sahib Chukurov. Il travaillé comme directeur dans une école de musique à Choucha et organise un orchestre d'instruments folkloriques à Gandja. Vers la fin de sa vie, le chanteur déménage à Aghdam, où il enseigne le mugam dans une école de musique et devient le maître de nombreux chanteurs.